# Periophthalmus argentilineatus
Periophthalmus argentilineatus, conosciuto solitamente come perioftalmo  o saltafango, è un pesce della famiglia Gobiidae.

## Distribuzione e habitat

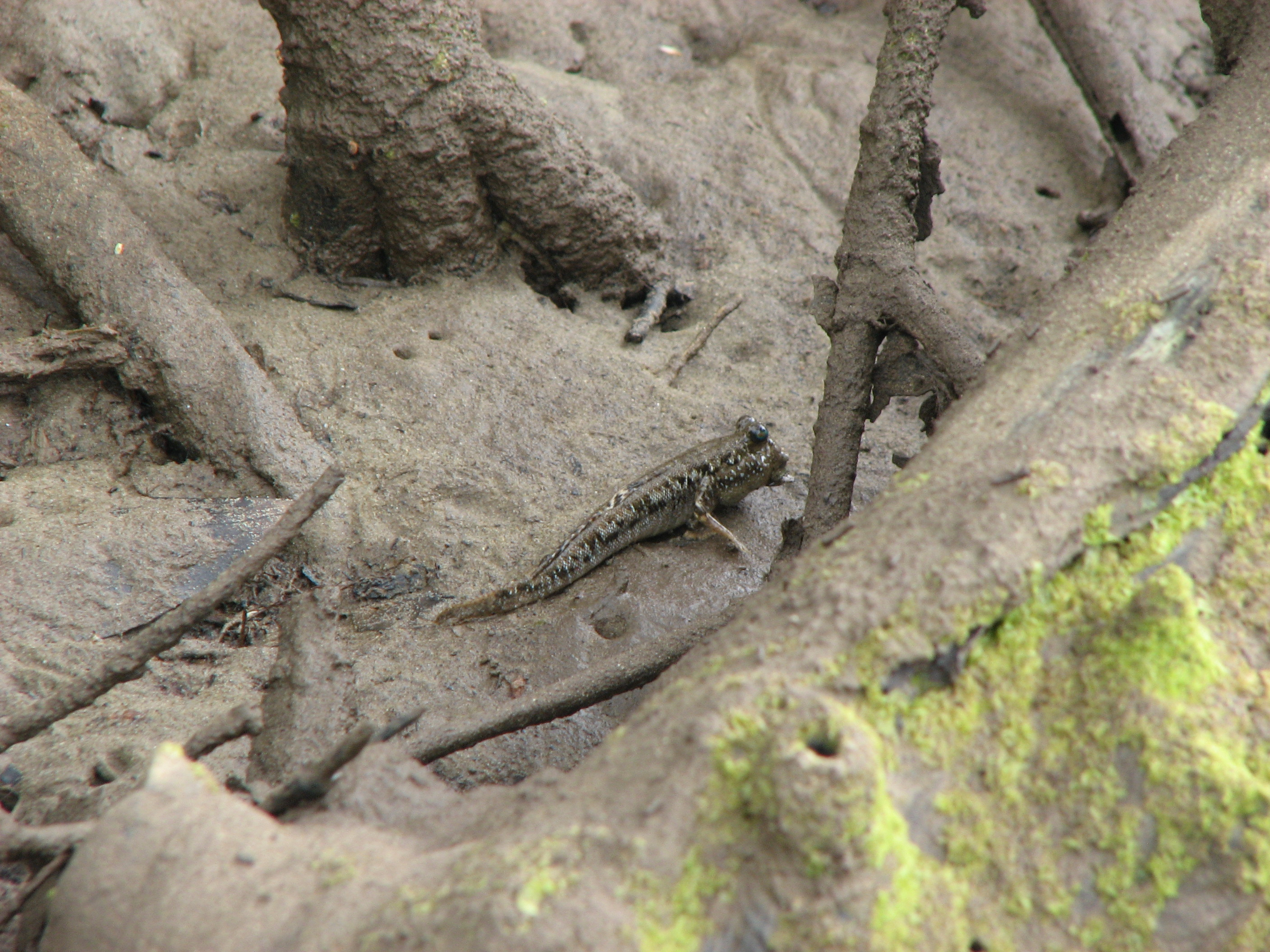
Individuo nel suo ambiente naturale.

Si trovano principalmente nelle aree tropicali degli oceani Indiano e Pacifico, ad ovest fino all'Australia occidentale. Sono presenti anche nel mar Rosso.
Vivono nei mangrovieti, negli estuari e nel corso più basso dei fiumi, e quindi in ambienti di acqua salmastra. Sono tipici della zona intertidale.

## Descrizione
Questi Gobiidae sono caratteristici per gli occhi che sporgono dal profilo del capo, permettendo loro di osservare cosa accade fuori dall'acqua quando sono parzialmente immersi.
Il colore è brunastro, con marezzature più scure, e dei punti e delle linee argentee sulle guance e nella parte anteriore del corpo. Le pinne dorsali hanno delle linee argentee e delle fasce rosse e blu.
La dimensione massima è di circa 19 centimetri.

## Biologia
Questi pesci sono sostanzialmente anfibi. Possono infatti mantenere una riserva d'acqua all'interno degli opercoli branchiali, il che consente loro, se l'ambiente è sufficientemente umido, di trattenersi fuori dall'acqua fino a 37 ore. Sulla terraferma si muovono saltellando. Hanno un comportamento territoriale.

### Alimentazione
Si cibano di vermi marini, crostacei e insetti.

## Acquariofilia
Vengono talvolta allevati negli acquari domestici.

## Nei media
- Il perioftalmo è presente nella serie manga e anime Sampei, creata da Takao Yaguchi, ma viene chiamato "Matsugoro".
- Viene anche mostrato nella serie di Nickelodeon Lo show di Ren e Stimpy con il nome di "Fangoso Fendifango".